# Mill Hill Chapel
Mill Hill Chapel – kościół unitariański zlokalizowany w centrum angielskiego Leeds (West Yorkshire) na City Square. Obiekt w 1963 otrzymał status zabytku stopnia II*.

## Historia i architektura

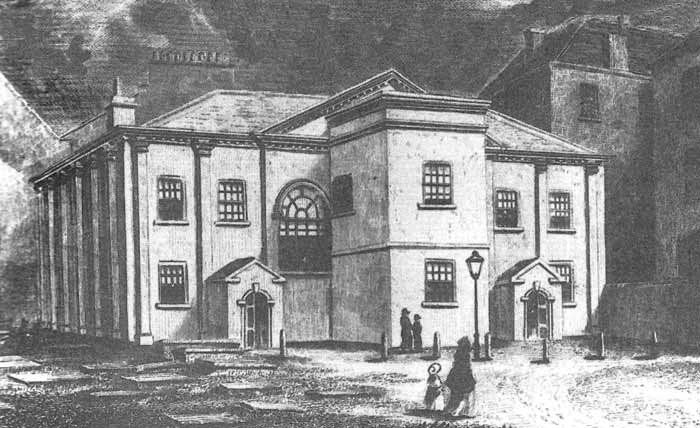
Pierwsza kaplica

Początki wspólnoty unitariańskiej w Leeds sięgają roku 1672, kiedy to zgromadzenie purytańskich dysydentów skupione głównie wokół Richarda Strettona i Corneliusa Todda, zaczęło spotykać się w domu Sibell Dawson w Alms House Garth. Kaplica Mill Hill została wzniesiona w 1674 i otwarta dla kultu religijnego 25 marca tego roku. Do kościoła uczęszczał m.in. ojciec historyka Ralpha Thoresby’ego, a jednym z najwybitniejszych pastorów był tutaj Joseph Priestley (ur. 1733). Kościół odwiedzili też radykałowie religijni: Thomas Paine i Thomas Jefferson. Stara jkaplica uległa wyeksploatowaniu, w związku z czym 27 grudnia 1847 otwarto nowy budynek, zaprojektowany przez Henry'ego Bowmana i Josepha Crowthera. Obiekt kosztował 7300 funtów. Zbór liczył wówczas ponad tysiąc osób. W 1924 położono marmurową podłogę w prezbiterium dla uczczenia 250. rocznicy powstania kaplicy. 
Świątynia jest posadowiona na osi północ-południe. Północne okno zostało zaaranżowane w 1912 dla upamiętnienia sir Jamesa Kitsona, 1. barona Airedale, przemysłowca i konstruktora parowozów, który zmarł w marcu 1911 i został pochowany w kościele św. Jana w Roundhay. Wschodnie okno (zaprojektowane przez przedsiębiorstwo William Morris) upamiętnia Ann Kitson, burmistrza Leeds w latach 1860-1862. Lewy dolny panel tego okna przedstawia jest dziełem Forda Maddoxa Browna. Wewnątrz budowli znajdują się też pomniki Charlesa Hargrove'a (ministra) oraz Johna W. Connona (architekta).

## Galeria

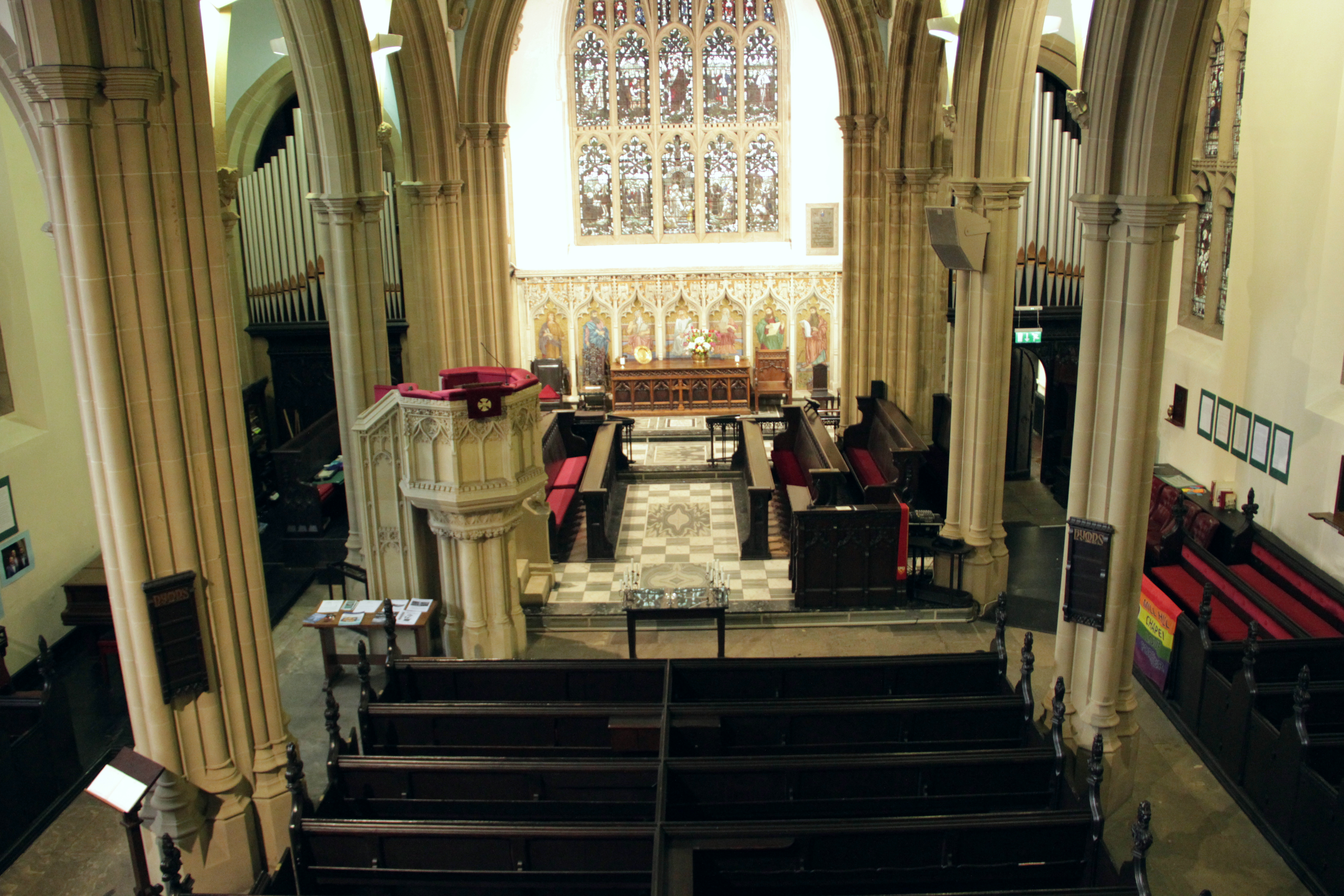
Wnętrze
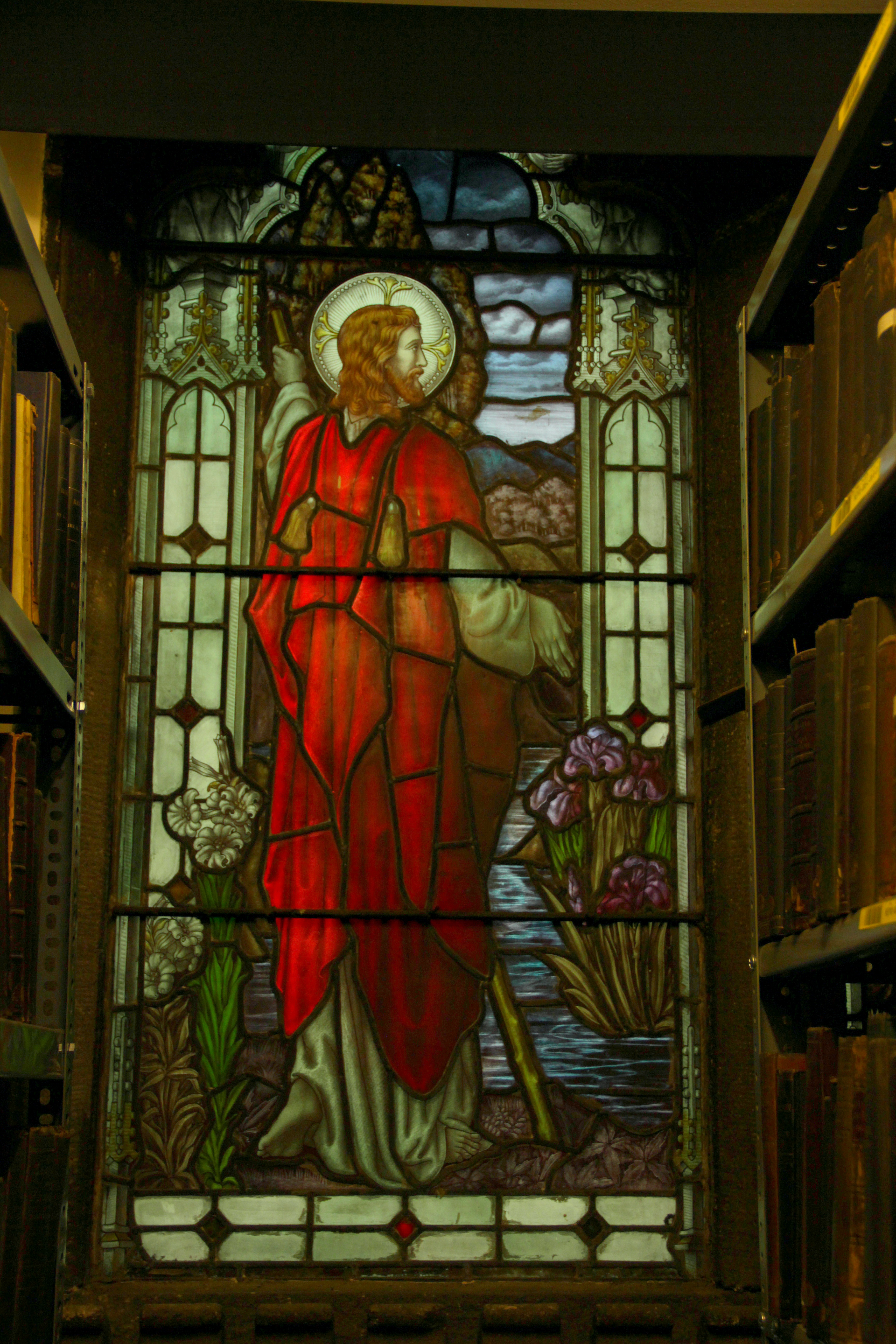
Jeden z witraży
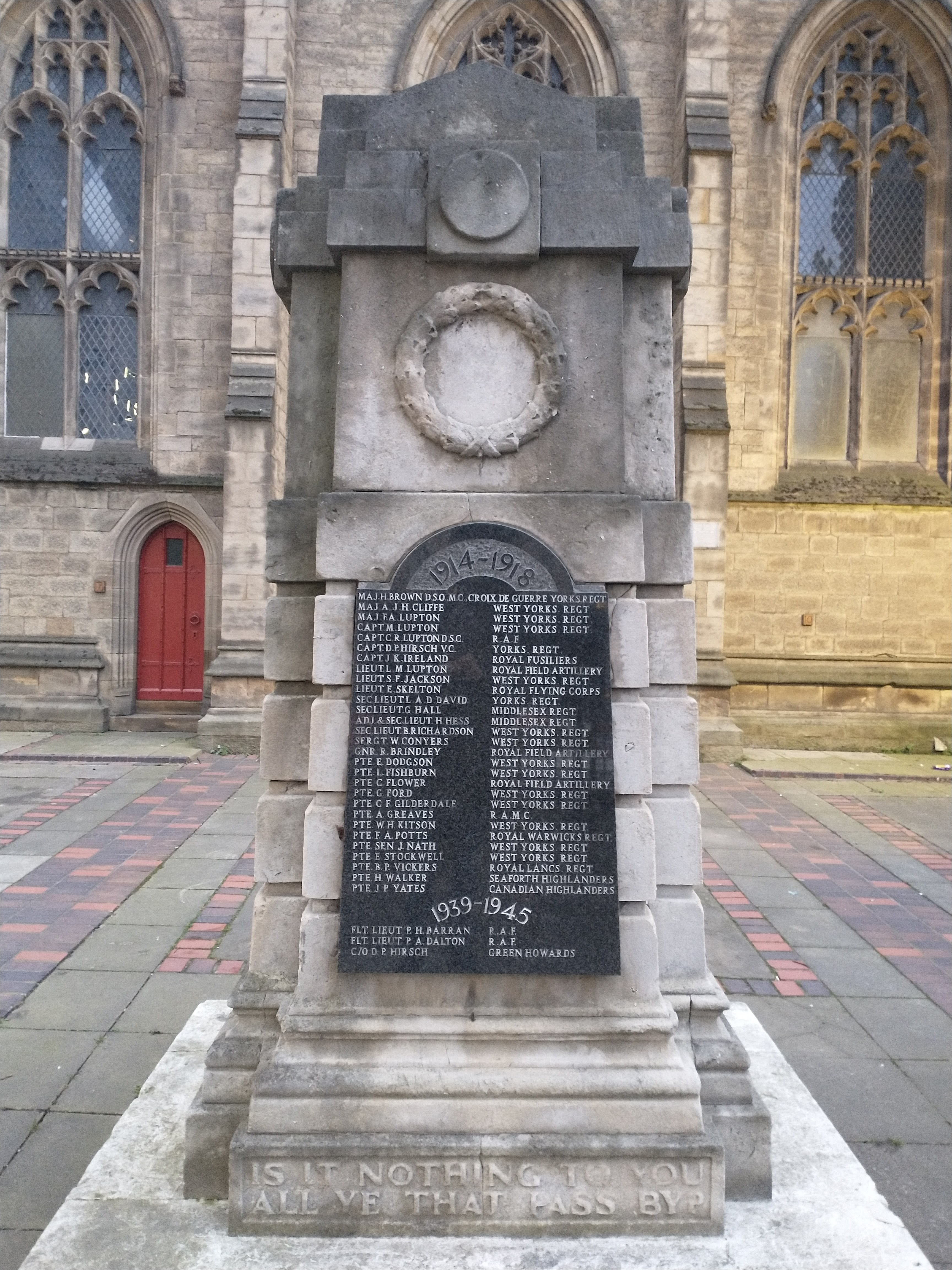
Pomnik wojenny